# Festival du Gibloux
Pour les articles homonymes, voir Gibloux.
Le Festival du Gibloux est une manifestation musicale qui a lieu au début de l'été, dans la localité suisse de Vuisternens-en-Ogoz, dans le canton de Fribourg.

## Histoire
La première édition du festival s'est déroulée en 1986. Deux groupes de Vuisternens-en-Ogoz attirent alors 250 personnes au centre du village. Dès l'année suivante, le festival prend ses quartiers sur les hauts du village dans la clairière de la Vuisternaz, sur le flanc du Gibloux. Les éditions se succèdent, la programmation s'axe principalement sur des groupes régionaux. De 1991 à 1996, des artistes internationaux s'y produisent et améliore la renommée du festival : The Young Gods, Prohom, Sinclair, Papa Wemba ou encore Les Rita Mitsouko. L'édition 1997 n'attire pas assez de public et la météo est défavorable. Deux nouveaux concepts sont alors mis en place : l'accès gratuit au festival et la sensibilisation à l'environnement (animations, Land art).
Les documents d'archives du festival sont confiés à la Bibliothèque cantonale et universitaire de Fribourg en 2013.
Les demandes de la préfecture du district de la Sarine en matière de sécurité et d'accueil forcent les organisateurs à annuler l'édition 2014,.
En 2015, pour marquer son trentième anniversaire, le festival rattrape le retard de 2014 et organise deux éditions durant le même été,,. La 29e édition, les 26 et 27 juin 2015 attirent plus de 2 500 festivaliers, tandis que la 30e, du 2 au 4 juillet, en attire plus de 6 000.
À la suite de ce jubilé, les organisateurs constatent que l'organisation d'un tel festival ouvert gratuitement au public devient impossible: l'édition 2016 n'a pas lieu.